# 샤히드 다스트게르디 스타디움
샤히드 다스트게르디 경기장(파스 테헤란 경기장, 페르시아어: ورزشگاه شهيد دستگردی)은 이란 테헤란에 위치한 경기장이다. 이 경기장 이름은 이란-이라크 전쟁 사상자의 이름을 딴 것이다. 이 경기장은 파스 테헤란 FC, 이란 U-20 축구 국가대표팀의 홈 구장으로 사용되고 있다.